# 海洋塑料污染

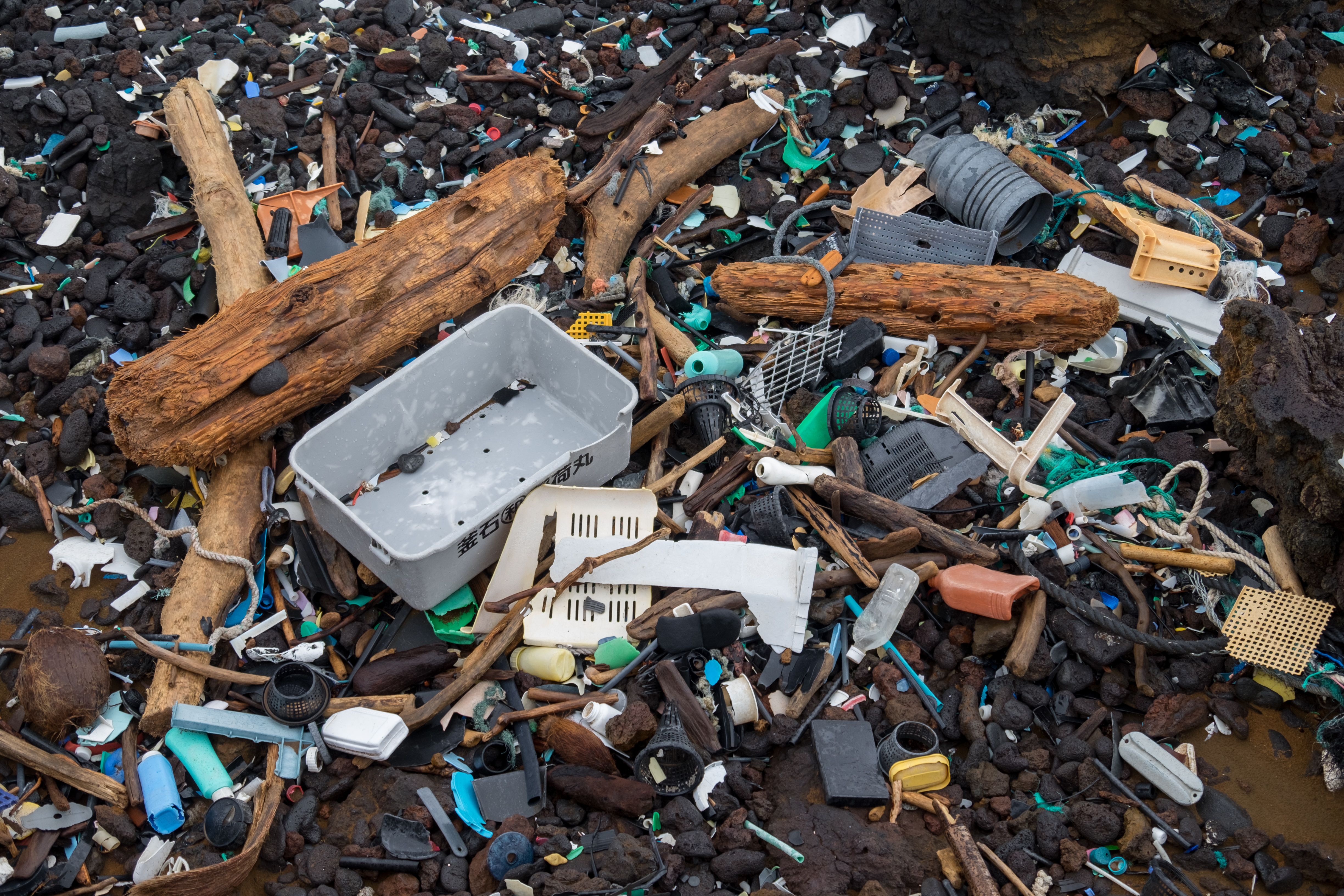
海洋塑料垃圾

海洋塑料污染是由塑料造成的海洋污染，其大小从瓶子和袋子等大型原材料到塑料材料碎片形成的微塑料不等，它们漂浮在海面，悬浮在海洋中，或富集在海洋生物的体内。80%的海洋垃圾是塑料。
塑料之所以会堆积，是因为它们不像许多其他物质那样可以生物降解。它们在阳光下会缓慢地光降解，但只有在干燥的条件下才能正常降解，而水会抑制这一过程。在海洋环境中，光降解的塑料会分解成越来越小的碎片，同时保留聚合物，甚至细化到分子水平。当漂浮的塑料颗粒光降解到浮游动物大小时，水母等小型生物会试图吞食它们，就这样，塑料进入了海洋食物链。
全球10个最大的海洋塑料污染排放国，从多到少依次为：中国、印度尼西亚、菲律宾、越南、斯里兰卡、泰国、埃及、马来西亚、尼日利亚和孟加拉国。这些污染主要通过长江、印度河、黄河、海河、尼罗河、恒河、珠江、阿穆尔河、尼日尔河和湄公河排放，“占全球进入海洋的所有塑料的 90%”，除了工业垃圾外，许多垃圾为外卖、快递包裝等生活垃圾。海洋保护协会报告称，中国、印度尼西亚、菲律宾、泰国和越南向海洋中倾倒的塑料比所有其他国家加起来还要多。